# Cylisticus transsylvanicus
Cylisticus transsylvanicus är en kräftdjursart som beskrevs av Karl Wilhelm Verhoeff 1908. Cylisticus transsylvanicus ingår i släktet Cylisticus och familjen Cylisticidae. Inga underarter finns listade i Catalogue of Life.